# Avdira
Avdira (griechisch Άβδηρα (n. pl.)) ist seit 2011 eine Gemeinde in der nordostgriechischen Region Ostmakedonien und Thrakien. Sie ist nach der gleichnamigen Stadt benannt, deren Namen von der nahegelegenen antiken Stadt Abdera stammt. Die Gemeinde ist in drei Gemeindebezirke unterteilt. Verwaltungssitz ist Genisea.

## Lage
Die Gemeinde Avdira liegt im Westen Thrakiens am Ägäischen Meer. Westlich liegt die Gemeinde Topiros, nördlich Xanthi und östlich Iasmos mit dem Vistonida-See, sowie im äußersten Südosten Komotini.

## Verwaltungsgliederung
Die Gemeinde Avdira wurde durch die Verwaltungsreform 2010 aus den ehemaligen Gemeinden Avdira, Vistonida und Selero gebildet, diese haben seitdem den Status von Gemeindebezirken. Verwaltungssitz ist die Stadt Genisea. Nach der Volkszählung von 2011 hatte die Gemeinde 19.005 Einwohner.
| Gemeindebezirk | griechischer Name           | Code   | Fläche (km²) | Einwohner 2011 | Stadtbezirke / Ortsgemeinschaften (Δημοτική / Τοπική Κοινότητα)      | Lage |
| -------------- | --------------------------- | ------ | ------------ | -------------- | -------------------------------------------------------------------- | ---- |
| Avdira         | Δημοτική Ενότητα Αβδήρων    | 060202 | 162,344      | 03.341         | Avdira, Mandra, Myrodato, Nea Kessani                                |      |
| Vistonida      | Δημοτική Ενότητα Βιστωνίδος | 060201 | 159,496      | 10.435         | Genisea, Diomidia, Koutso, Magiko, Pigadia, Polysito, Selino, Sounio |      |
| Selero         | Δημοτική Ενότητα Σελέρου    | 060203 | 030,413      | 05.229         | Selero                                                               |      |
| Gesamt         | Gesamt                      | 0602   | 352,253      | 19.005         |                                                                      |      |